# Айленд-Лейк (Іллінойс)
Айленд-Лейк (англ. Island Lake) — селище (англ. village) в США, в округах Лейк і Макгенрі штату Іллінойс. Населення — 8051 особа (2020).

## Географія
Айленд-Лейк розташований за координатами 42°16′45″ пн. ш. 88°11′57″ зх. д. / 42.27917° пн. ш. 88.19917° зх. д. (42.279267, -88.199084).  За даними Бюро перепису населення США в 2010 році селище мало площу 9,31 км², з яких 8,78 км² — суходіл та 0,54 км² — водойми.

## Демографія
Згідно з переписом 2010 року, у селищі мешкало 8080 осіб у 3005 домогосподарствах у складі 2145 родин. Густота населення становила 868 осіб/км².  Було 3142 помешкання (337/км²).
Расовий склад населення:
| - 90,4 % — білих - 1,9 % — азіатів - 1,1 % — чорних або афроамериканців - 0,1 % — корінних американців - 4,7 % — осіб інших рас |

До двох чи більше рас належало 1,7 %. Частка іспаномовних становила 14,0 % від усіх жителів.
За віковим діапазоном населення розподілялося таким чином: 26,8 % — особи молодші 18 років, 66,0 % — особи у віці 18—64 років, 7,2 % — особи у віці 65 років та старші. Медіана віку мешканця становила 37,1 року. На 100 осіб жіночої статі у селищі припадало 97,8 чоловіків;  на 100 жінок у віці від 18 років та старших — 94,8 чоловіків також старших 18 років.
Середній дохід на одне домашнє господарство  становив 73 911 долар США (медіана — 69 833), а середній дохід на одну сім'ю — 81 068 доларів (медіана — 73 974). Медіана доходів становила 56 621 долар для чоловіків та 42 468 доларів для жінок. За межею бідності перебувало 7,9 % осіб, у тому числі 8,4 % дітей у віці до 18 років та 3,7 % осіб у віці 65 років та старших.
Цивільне працевлаштоване населення становило 4673 особи. Основні галузі зайнятості: освіта, охорона здоров'я та соціальна допомога — 17,4 %, виробництво — 15,0 %, роздрібна торгівля — 12,2 %, мистецтво, розваги та відпочинок — 10,5 %.